# Lissophadnus testaceus
Lissophadnus testaceus là một loài tò vò trong họ Ichneumonidae.